# فيكتوريا مونيت
فيكتوريا مونيت ماكانتس (بالإنجليزية: Victoria Monét McCants)‏ مغنية وكاتبة أغاني أمريكية، ولدت 1 مايو 1989 في ولاية جورجيا.

## النشأة
وُلد مونيت في جورجيا لأم أميركية من أصل أفريقي وأب فرنسي، وانتقلت إلى ساكرامنتو بولاية كاليفورنيا عندما كانت طفلاً. كانت مفتونة بفنون الأداء، واهتمت بالغناء والرقص. جاءت تجربتها الأولى على المسرح عندما غنت في مسرحيات عطلتها المدرسية الكاثوليكية. كما انها كانت تغني الكنيسة المحلية، لكن الرقص هو الذي طور في البداية إحساسها بنفسها كفنانة. بحلول الوقت الذي أصبحت فيه طالبة في المدرسة الثانوية المحلية للفنون المسرحية، كانت مونيت تاخذ جدولاً تدريبًا شاقًا. قامت بالتدرب في اثنين من استوديوهات الرقص المختلفة وتدربت مع مجموعة رقص محلية مثل Boogie Monstarz ، في أستديو يدعى Step One Dance Studios في سكرامنتو أثناء عملها في بنك محلي.

## المهنة
انخرطت في الفنون المسرحية في سن مبكرة، وكانت تغمي في الكنيسة، وكانت تؤدي راقصات في فرق رقص عديدة. سرعان ما بدأت مونيت الكتابة وبدأت العمل مع المنتج رودني جيركنز. وقعت مونيت سابقًا مع شركة تسجيلات أتلانتيك، وأصدرت أول أسطوانة مطولة لها Nightmares & Lullabies: Act 1 في عام 2014 واصدرت الجزء الثانٍ من الأسطوانة بعنوان Nightmares & Lullabies: Act 2 في عام 2015. أصدرت مونيت أسطوانتين مطولتين Life After Love, Pt. 1 و Life After Love Pt. 2 في فبراير وسبتمبر 2018 على التوالي. صدر الجزء الأول من ألبومها الأول JAGUAR في 7 أغسطس 2020.

### كتابة الأغاني
لدى مونيت تاريخ طويل في كتابة الأغاني لفنانين آخرين. في عام 2010، ساعدت في كتابة أغنية "I Hate That You Love Me" التي كتبها دريتي موني، وشاركت في كتابة أغانٍ مثل "Be Alright" و "Let Me Love You" و "Thank U، Next" للمغنية أريانا غراندي؛ "Memories Back Then" للمغني تي.آي. وبي او بي وكيندريك لامار؛ "Drunk Texting" للمغني كريس براون؛ "Everlasting Love" و "Them Girls Be Like" و "Reflection" و "We Know"، و "No Way" لفرقة فيفث هارموني؛ و "You Wouldn't Understand" للمغني ناز، و "Sin City" ل غود ميوزيك؛ "Visual Love" للمغنية كريسيت ميشيل؛ "Live on Tonight" للمغني تي.آي. "Do it" للثنائي كلوي إكس هالي؛ "Rather Be" للمغنية براندي وكذلك اغنيتها التعاونية مع أريانا غراندي "Monopoly".
عن عملها مع غراندي، ترشحت مونيت لجائزتين في حفل توزيع جوائز غرامي السنوي الثاني والستون في فئة «سجل العام» عن أغنية «سبع خواتم»، و «ألبوم العام» عن ألبوم ثانك يو، نيكست.

## الحياة الشخصية
أفصحت مونيت عن ميولها في عام 2018 وقالت أنها مزدوجة الميول.